# Distrito de Unnao
Unnao (en hindi; उन्नाव ज़िला, urdu; اناو ضلع)) es un distrito de India en el estado de Uttar Pradesh. Código ISO: IN.UP.UN.
Comprende una superficie de 4 589 km².
El centro administrativo es la ciudad de Unnao. Dentro del distrito se encuentran las localidades de Auras, Hyderabad y Mohan.

## Demografía
Según censo 2011 contaba con una población total de 3 110 595 habitantes.